# Skansin

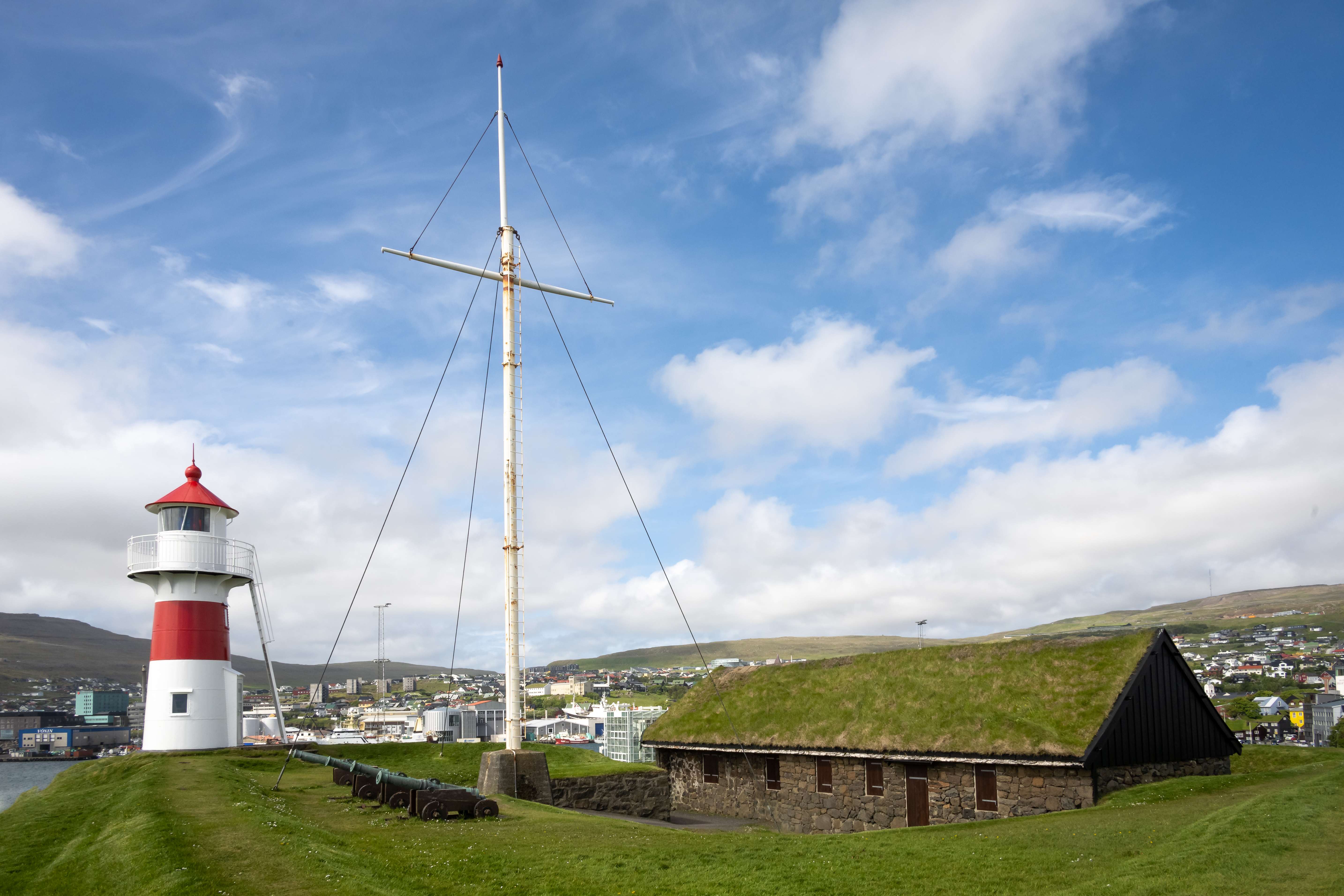
Festung Skansin mit dem Leuchtturm

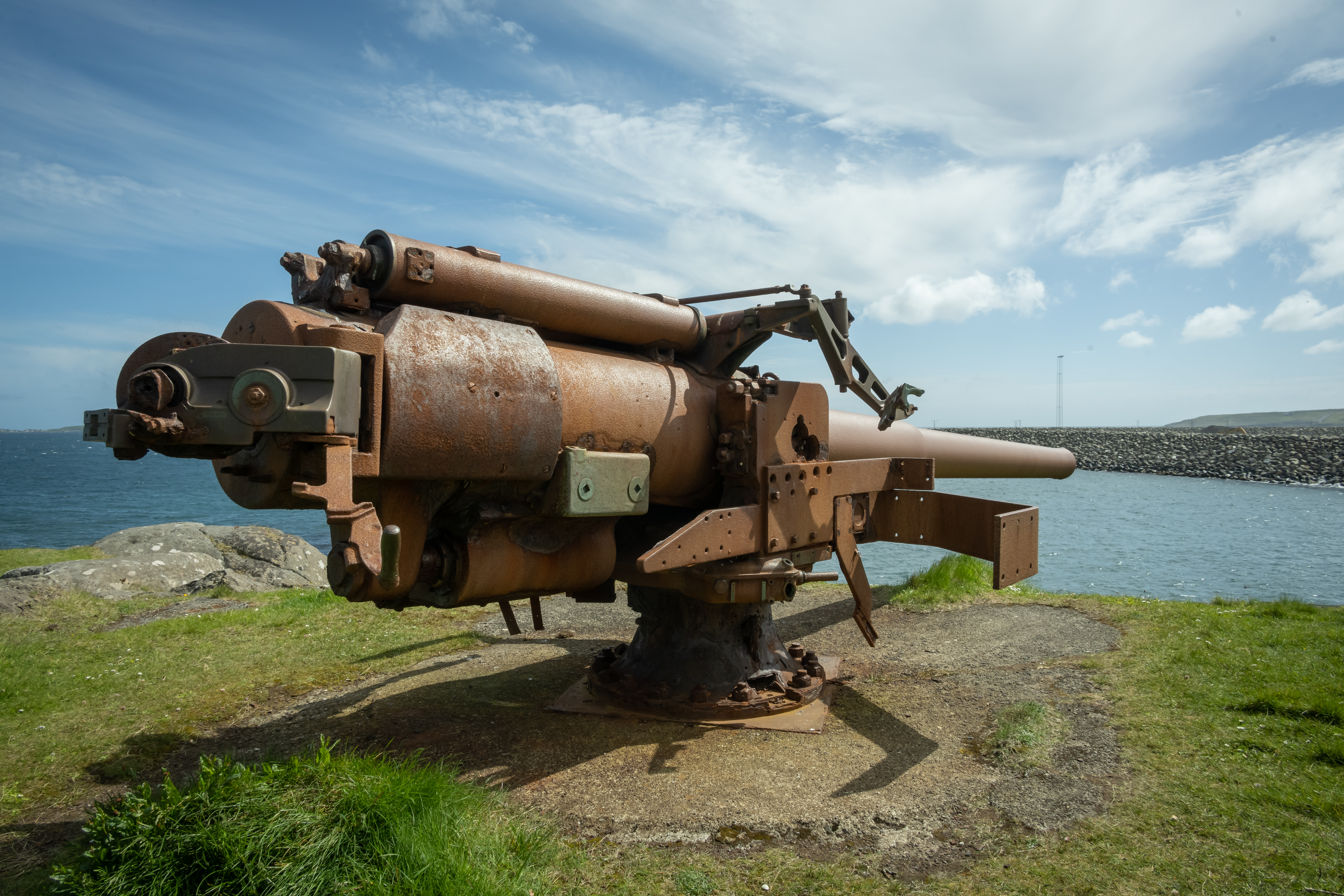
Britische Kanone

Skansin (wörtlich: die Schanze) ist eine historische Festungsanlage in Tórshavn auf den Färöern.
Die Einheimischen nennen Skansin die friedlichste Festung der Welt. In der Tat wurde von hier im Wesentlichen immer nur Salut geschossen.
Skansin befindet sich direkt am Hafen von Tórshavn auf einer Anhöhe. Die Anlage wurde 1580 durch Magnus Heinason zum Schutz vor Piratenüberfällen gebaut, nachdem er in Tórshavn beinahe selbst Opfer eines solchen Überfalls geworden war. 1780 ausgebaut, wurde sie in der Folge häufiger beschädigt, am schlimmsten 1808 durch die Briten während der Napoleonischen Kriege, als einheimische Boote dicht außerhalb des Hafens auf dort ankernde britische Schiffe trafen. Ab 1940 diente sie dem Vereinigten Königreich als Militärstützpunkt im Zweiten Weltkrieg. Hier stehen sowohl zwei Geschütze aus jener Zeit als auch vier wesentlich ältere dänische Kanonen aus der Zeit von 1776 bis 1813.
Einer der färöischen Leuchttürme, der Skansin-Leuchtturm (international Skansin lighthouse), thront über der Festung und weist Seefahrern den Weg in die Hauptstadt. Durch die hervorgehobene strategische Lage ergibt sich ein guter Aussichtspunkt über die Stadt und das Meer mit der vorgelagerten Insel Nólsoy.
Nicht zuletzt wegen der Aussicht und Lage am Hafen ist Skansin ein beliebtes Ausflugsziel.
Siehe auch: Färöer im Zweiten Weltkrieg